# GANEFO
GANEFO (Games of the New Emerging Forces) – azjatyckie igrzyska olimpijskie powstała jako alternatywa dla igrzysk olimpijskich organizowanych przez Międzynarodowy Komitet Olimpijski. Założyły i startowały w niej zawodnicy z państw, które dopiero co uzyskały niepodległość, głównie byłe kraje kolonialne z Afryki i Azji. Miała character anty-zachodni. Przy jej powstawaniu widoczne były uzależnienia od polityki na świecie. Pierwsza i ostatnia GANEFO została zorganizowana w Indonezji w Dżakarcie w 1963 roku. Planowana kontynuacja zawodów nie odbyła się z powodu sytuacji politycznej w krajach uznanych za głównych organizatorów pierwszej edycji (tj. Indonezji i Chin).